# Archeopark pravěku Všestary

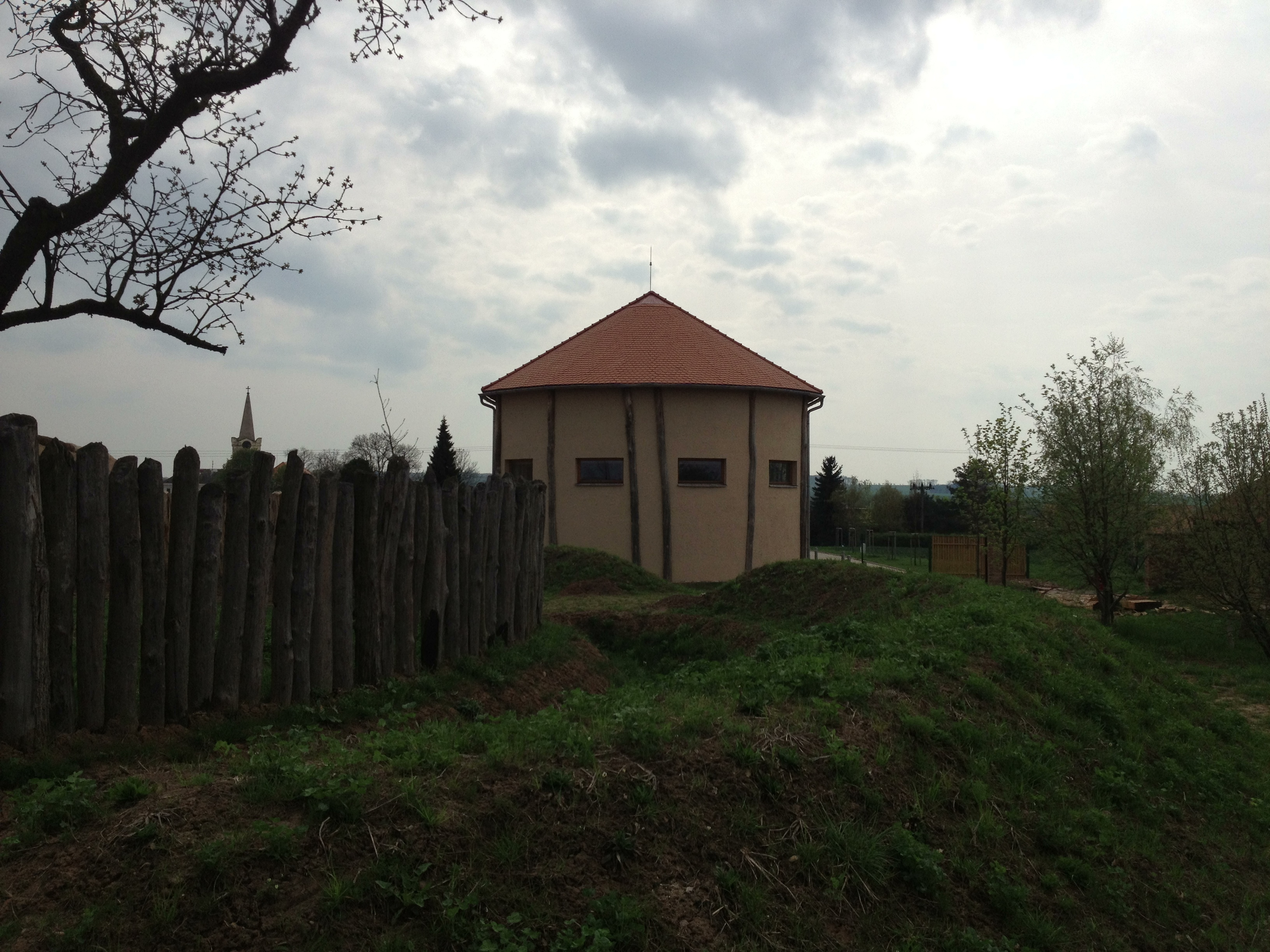
Archeopark pravěku

Archeopark pravěku Všestary je unikátní svým zaměřením a je jediným takto komplexně fungujícím archeoparkem v Česku. Je určen pro širokou veřejnost, rodiny s dětmi, školní exkurze, turisty i zájemce o archeologii. Cílem je návštěvníky seznámit s životem v pravěku prostřednictvím tzv. živé archeologie. Metodách, na kterých je založena atraktivnost areálu. Názornost je zde hlavním prostředkem pro seznámení s archeologií. Na návštěvníky zde čekají kromě asi čtyři sta exponátů, jakož jsou sekyry, pazourky, bronzové meče a přilbice, laténské rýče, klíče, mince a repliky stovek pravěkých předmětů, rovněž jeskyně, hroby, důlní šachty, interaktivní tabule nebo obří model krajiny. Repliky pravěkých artefaktů jsou vytvořeny z kamene, skla, mědi, bronzu, železa a dalších materiálů, které se používaly, například kopie mamutoviny. Návštěvníci mají jedinečnou možnost vidět předměty v původní podobě, kterou jim dali pravěcí lidé. Jelikož Univerzita Hradec Králové neměla žádný archiv původních vykopávek, musela si vyrobit repliky. Většina exponátů tudíž není ukousaná, ošuntělá a zkorodovaná. Návštěvník má však možnost díky přítomnosti několika originálních exponátů porovnat, jak předměty vypadaly původně a jak po nalezení.

## Vývoj projektu

### Centrum experimentální archeologie 1997–2011

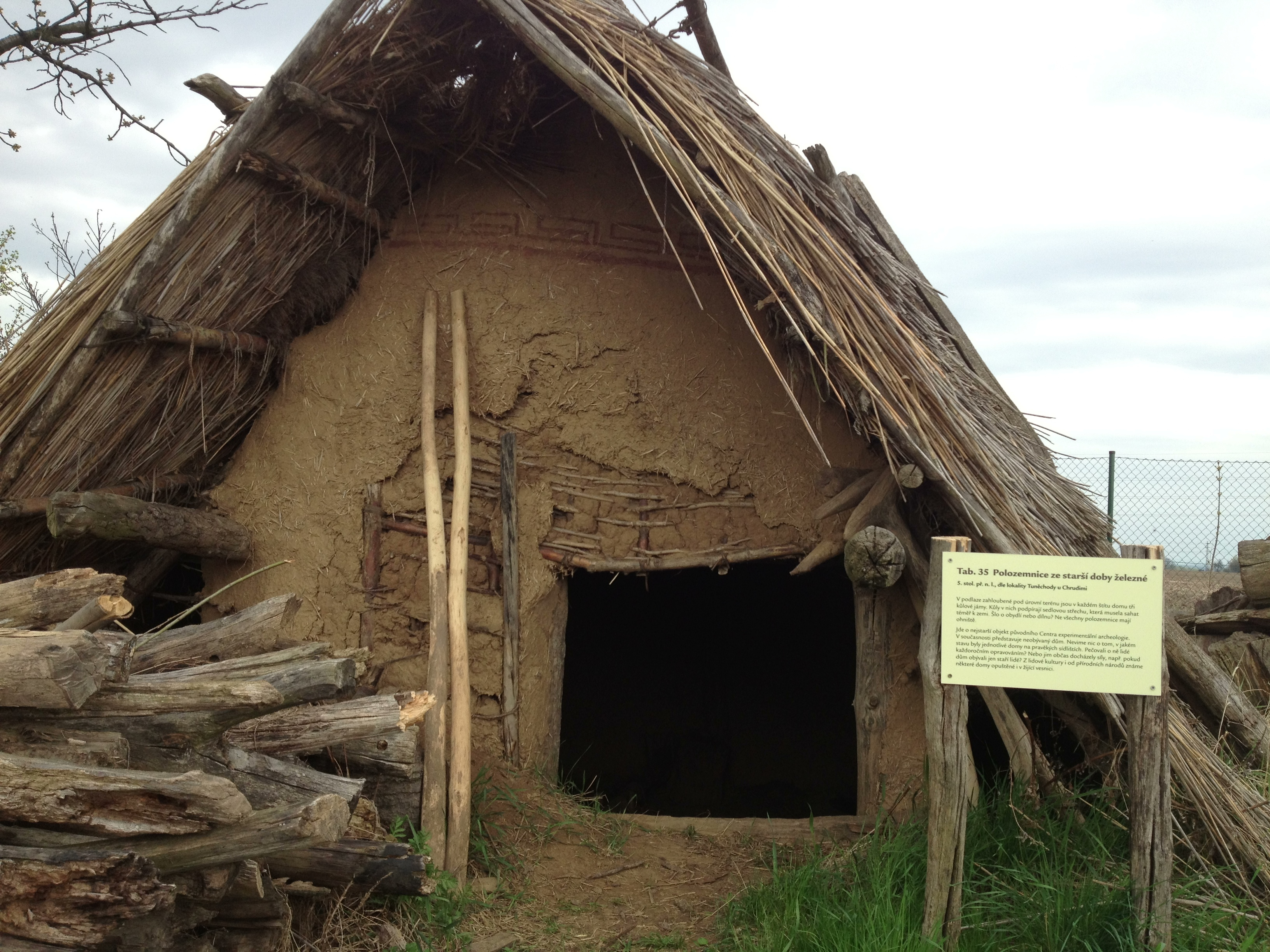
Budova Centra experimentální archeologie

Skanzen, archeopark, pravěká vesnička, takto můžeme označit Centrum experimentální archeologie, jež je jeho oficiální název. Od roku 1997 byl projekt budován výhradně s využitím pravěkých postupů a technologií. Projekt se snaží přednostně vycházet z archeologických nálezů na území východních Čech a je doplněn znalostmi z ostatních regionů Čech a Moravy, ale také i ze zahraničí. Občanské sdružení, pod jehož záštitou byl projekt budován, bylo v tehdejší době úzce personálně spjato s pracovníky Vysoké školy pedagogické v Hradci Králové. Od počátku je projekt veden nynějším vedoucím Katedry archeologie Filozofické fakulty Univerzity Hradec Králové doc. PhDr. Radomírem Tichým, Ph.D. Centrum experimentální archeologie se zabývá zemědělským obdobím pravěku od mladší doby kamenné (neolitu) do starší doby železné (halštatu) mezi 5 500 a 400 př. n. l. Na našem území ojedinělá modelová stavební konstrukce pravěkého sídelního areálu s obytnými budovami výrobními zařízeními, kultovním areálem a blízkým pohřebištěm. Z obytných budov to jsou dům kůlové konstrukce ze starší doby bronzové, dům z mladší doby bronzové a zahloubená polozemnice z přelomu starší a mladší doby železné. Prostory výrobních „dílen“ můžeme odlišit na prostory určené k výrobě (štípání a broušení kamene, zpracování kostí) a na výrobní objekty. Lze zde nalézt všechny základní typy keramických pecí (vertikální, horizontální, jáma), výrobní prostor k výrobě bronzu a prosté stavební a těžební jámy.
V Centru experimentální archeologie byla postavena jedna z replik člunů, které se zúčastnily několika mezinárodních plaveb po Středomoří. Uskutečnění těchto plaveb sehrála významnou roli při formování odborných představ projektu.
V současné době se na činnosti pravěké vesnice podílí jako konzultanti další pracovníci fakulty a v neposlední řadě také studenti. V roce 2000 bylo Centrum experimentální archeologie otevřeno školním exkurzím. Pro širokou veřejnost do roku 2010 bylo centrum zpřístupněno pouze v letním období, červen až srpen, a jarní i podzimní víkendy.

### Archeopark pravěku ve Všestarech od 2013
Obec Všestary od počátku projekt podporuje a k realizaci projektu Archeopark pravěku poskytla pozemky. Doc. PhDr. Radomír Tichý, Ph.D., a jeho spolupracovníci (tehdejší studenti) se každý rok účastnili zahraničních stáží v archeoparcích a své zkušenosti získali také při realizaci neolitické sídelní jednotky „Borek“ a i při samotném budování Centra experimentální archeologie. Takto nabité zkušenosti poté byly využitý i právě při realizaci Archeoparku pravěku, konkrétně například při stavbě velkého domu z mladší doby kamenné.
V rámci projektu Archeopark ve Všestarech byla výstavba uskutečněna v letech 2009–2012. Z důvodu výstavby od roku 2011 do konce roku 2012 nebylo Centrum experimentální archeologie otevřeno veřejnosti. Projekt je spolufinancován Evropskou unií prostřednictvím Regionálního operačního programu NUTS II Severovýchod v rámci 14. kola výzvy, oblasti podpory 3.1. Rozvoj základní infrastruktury a doprovodných aktivit v oblasti cestovního ruchu. Investorem a příjemcem dotace byl Královéhradecký kraj. Partnery projektu byla Univerzita Hradec Králové, Muzeum východních Čech a obec Všestary. Odborným garantem projektu je Katedra archeologie Filozofické fakulty Univerzity Hradec Králové, dotační management projektu zajišťuje Centrum EP, regionální rozvojová agentura Královéhradeckého kraje. Místo realizace je obec Všestary a doba realizace byla od 1. května 2011 do 31. srpna 2012. Archeopark byl zpřístupněn 19. ledna 2013, a to v pracovních dnech pro školy a o víkendech pro veřejnost od 9 do 17 hodin.
Celkové způsobilé výdaje činí 42 653 782,26 Kč z toho dotace Regionální rady (EU + státní rozpočet) činí 39 454 748,52 Kč, a z toho dotace EU 36 255 714,85 Kč. Uvedené částky vycházejí ze Smlouvy o poskytnutí dotace.
V letech 2023–2025 probíhala výstavba rozšíření archeoparku. Stavební práce byly ukončeny k 31. květnu 2025. Celkové stavební náklady přesahují 25,4 mil. Kč, audiovizuální technika stála dalších 2,1 mil. Kč a vybavení přes 1,6 mil. Kč.

## O projektu
Cílem projektu Archeopark pravěku ve Všestarech je vybudovat komplexní areál archeoparku, který návštěvníkům nabídne jedinečnou výstavu pravěku s ukázkami dobových zvyků, řemesel a obyčejů.
Archeopark tvoří pět částí, stávající Centrum experimentální archeologie, nová budova s velkou stálou expozici pravěku, budova venkovní expozice, sklad archeologického materiálu a archeologická cyklotrasa.

### Pravěká vesnice

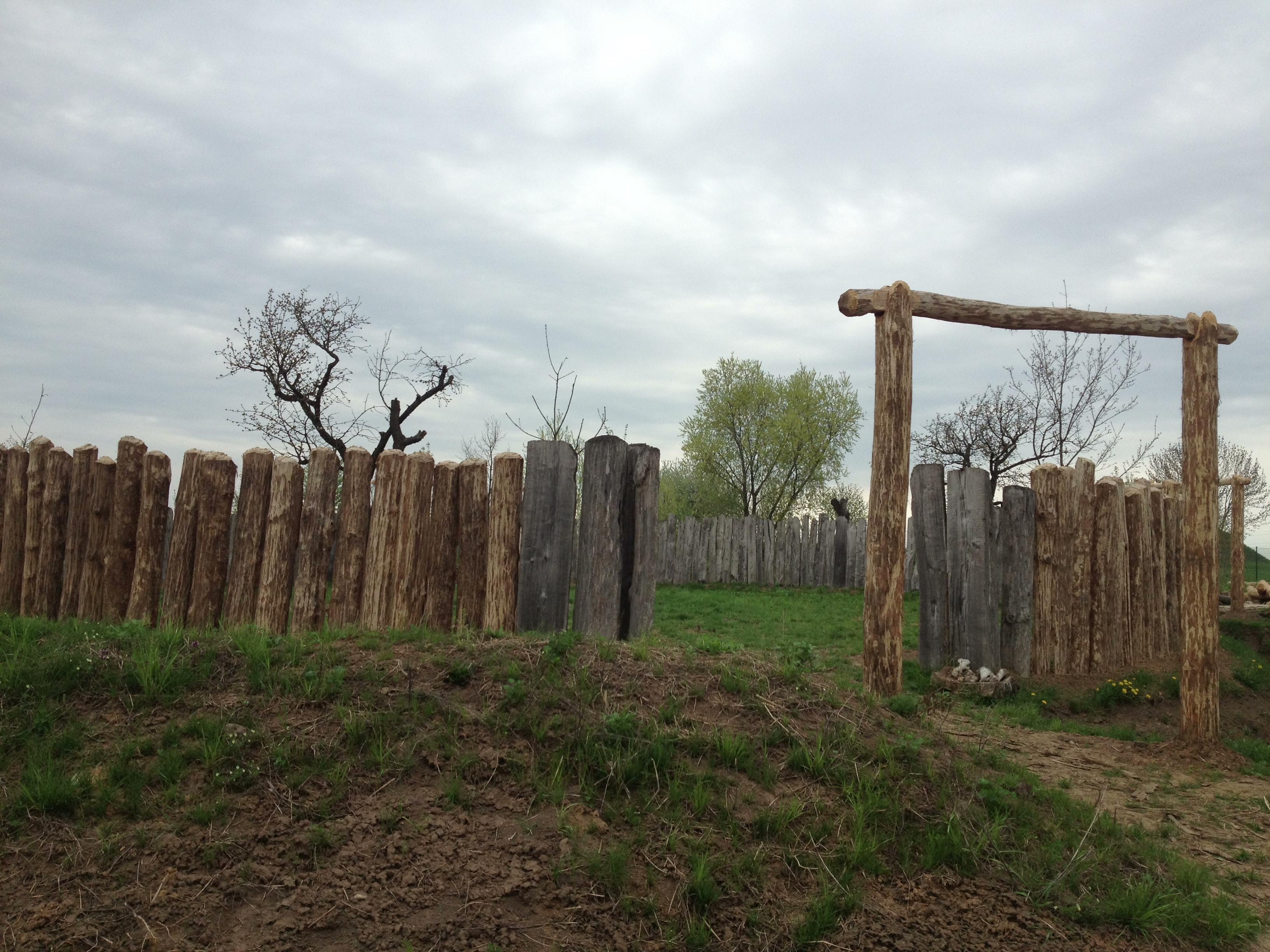
Rondel

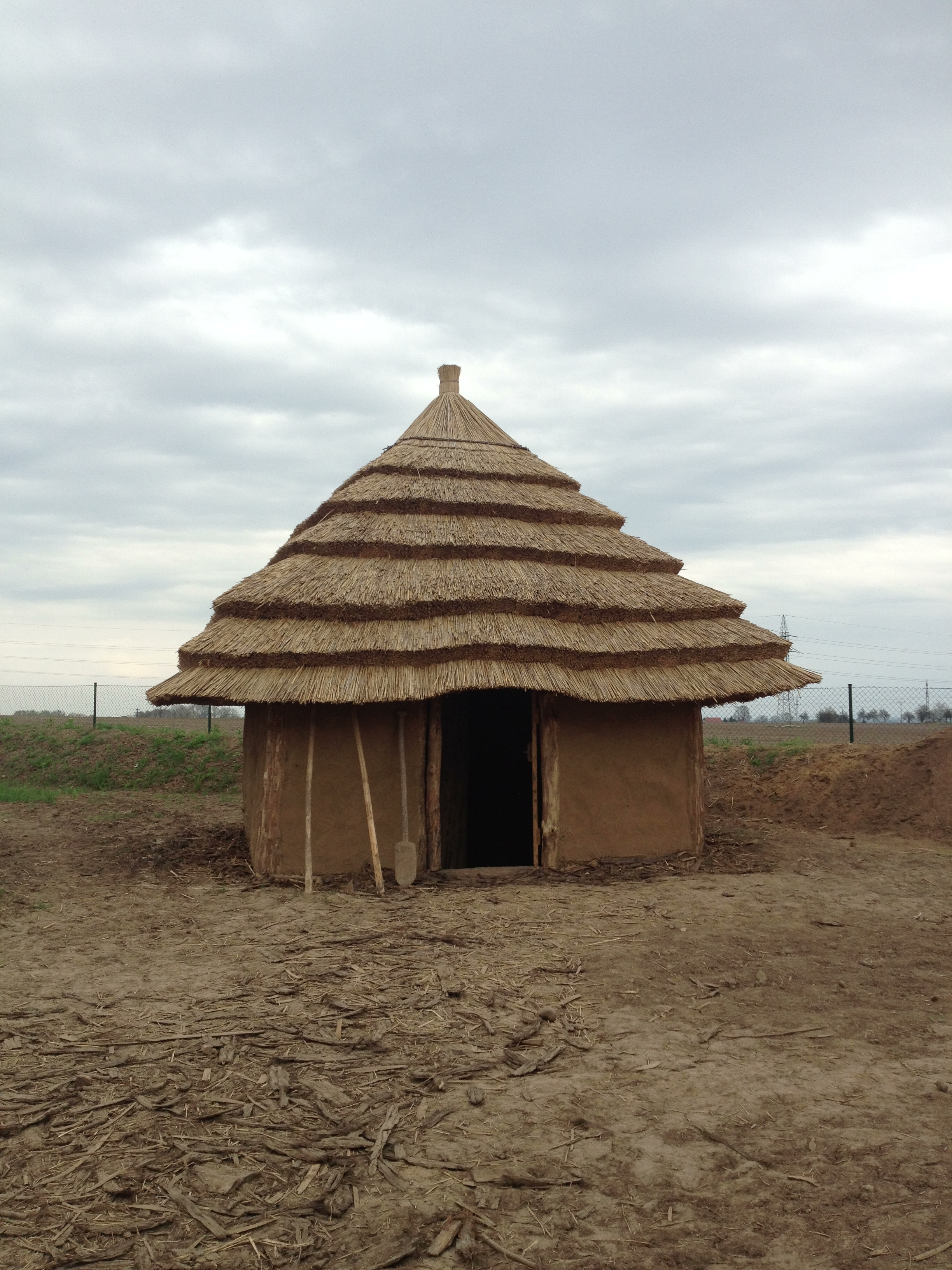
Obytná budova

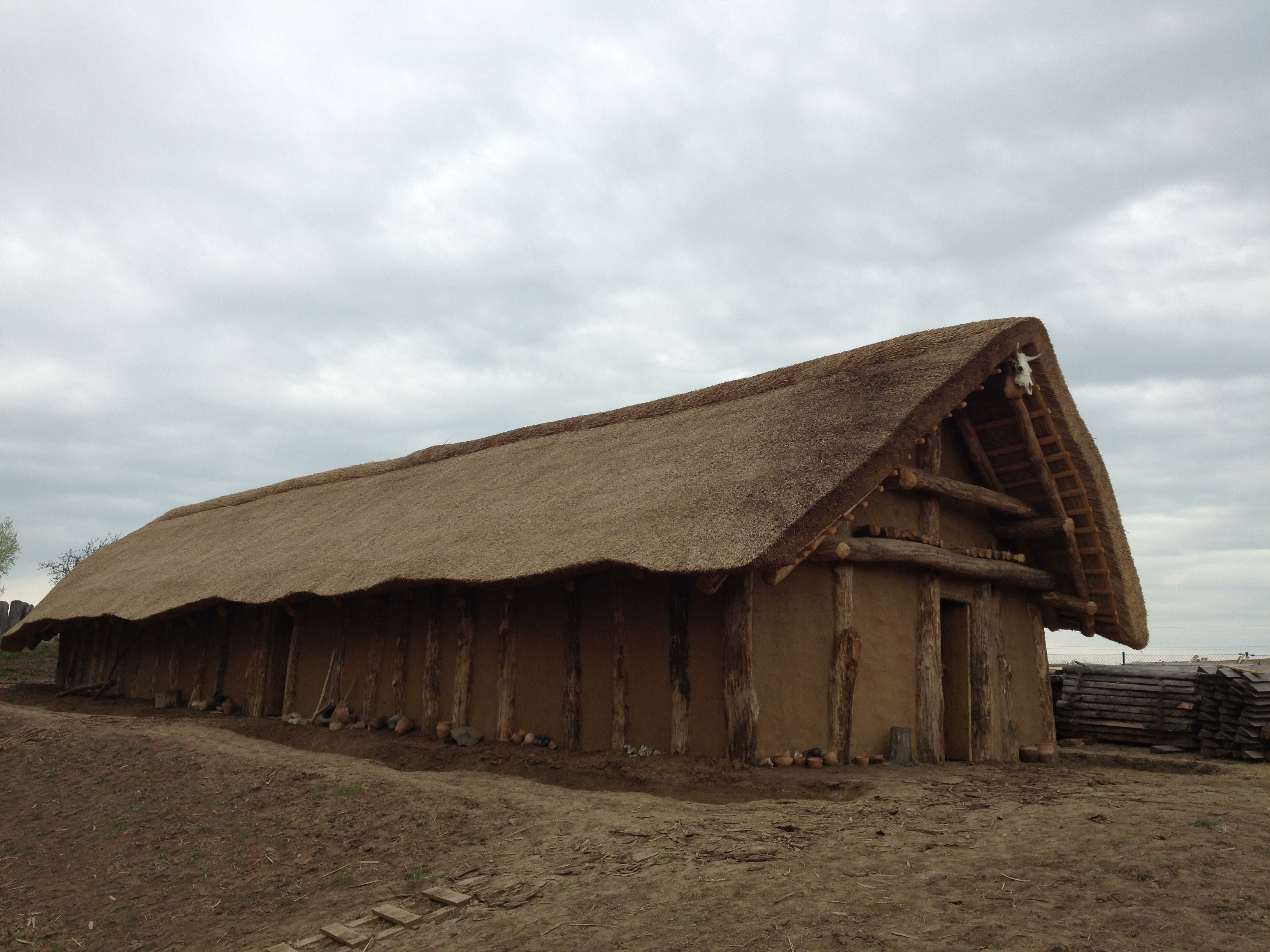
Obytná budova II

Pravěká vesnice je další významnou plochou samotného Archeoparku. Jsou zde konstrukce „pravěkých“ staveb i modelové představení pohřebiště, výrobních areálů a dalších objektů jako studna, stavební hliníky či rondel. Plán počítá s rozšířením o nový neolitický a eneolitický dům a o expozicí domácího zvířectva tak, aby celek umožňoval návštěvníkům se orientovat v základních stavebních projevech prehistorie.

### Budova venkovní expozice
Další nově vzniklou součástí Archeoparku je budova venkovní expozice. Je zde vystavena řada objektů archeologického významu. Zde má návštěvník možnost porovnat odkrývanou realitu terénním výzkumem, která je nezbytná pro stavební rekonstrukce či archeologický experiment. Toto místo slouží k tzv. zážitkové archeologii.

### Nová budova
V nové budově nalezneme hlavní expozici, která tvoří centrum pravěkého Archeoparku ve Všestarech. Tato budova je rozdělena do tří pater, která jsou nazvána podzemí, život a nebe. Toto rozdělení navíc představuje metody archeologovy práce: památky ukryté pod zemí, rekonstrukce objektů na povrchu a pohled letecké archeologie.
Přízemí – „Podzemí“

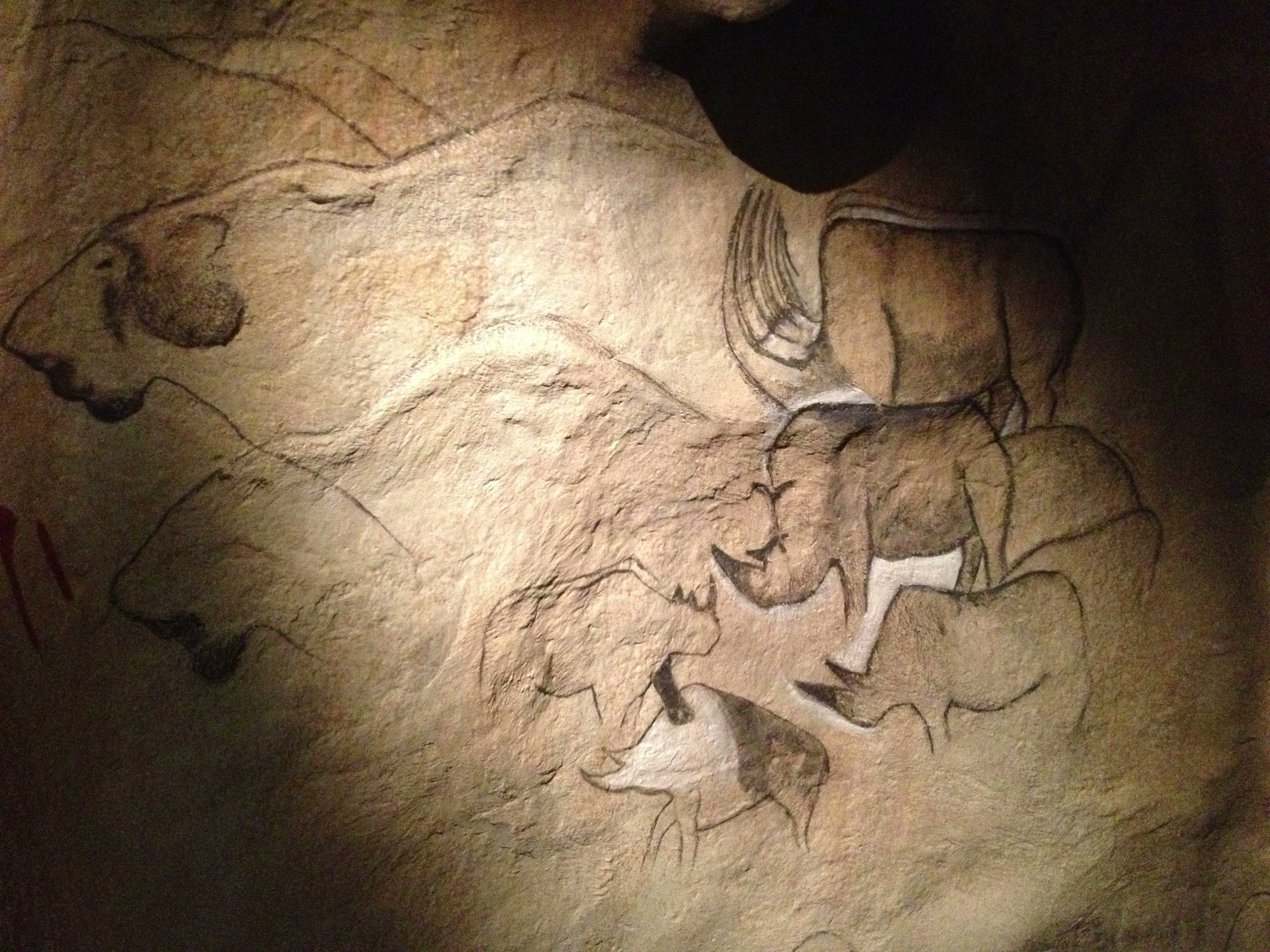
Nástěnná malba

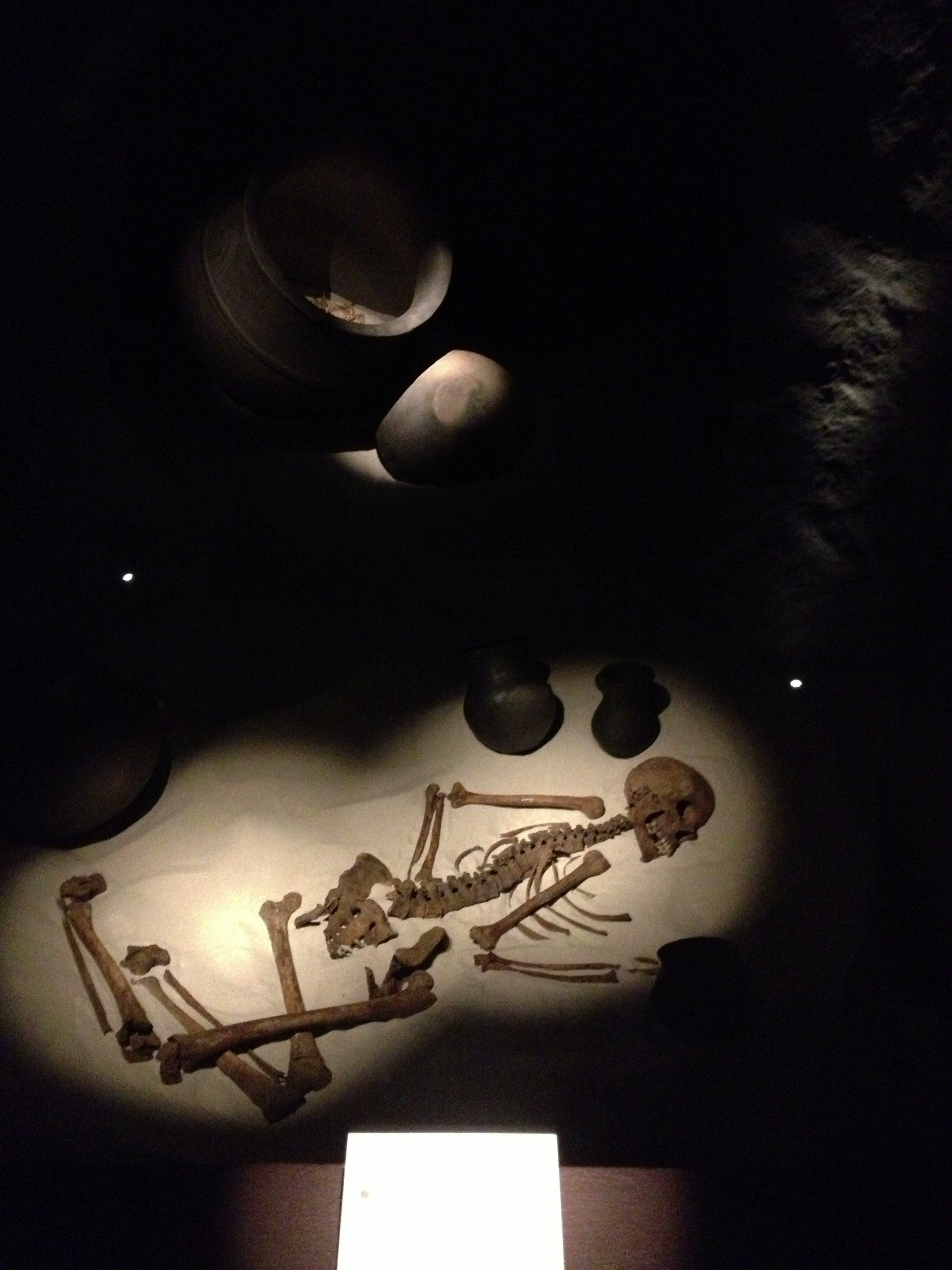
Kostrový hrob ženy

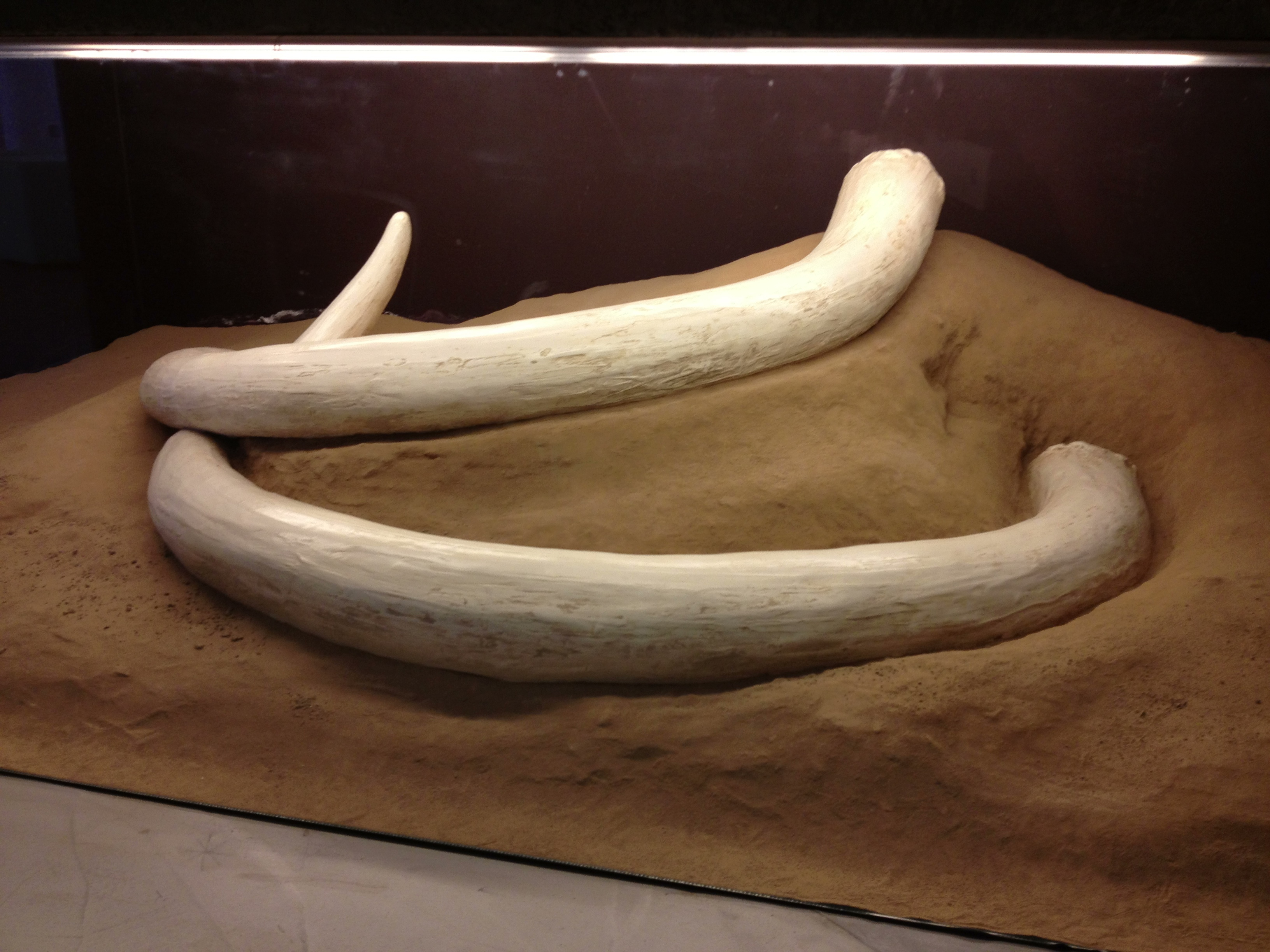
Mamutí kly

Přízemí, které je též označováno jako podzemí, ukazuje svět, který je pod povrchem a s nímž se archeologie při výzkumu setkává. Jsou zde vytvořeny podzemní stavby a jeskyně s nástěnnými malbami lovců. K vidění tu jsou malby mamutů, bizonů, lvů, nosorožců, medvědů, kozorožců či lososů. Jelikož archeologové nacházejí různé předměty, jako jsou dobové meče a zbraně, i v řečišti řek a v jezerech byl tu vytvořen i vodní svět. Dále tu nalezneme důlní šachty, pohřebiště a zakryté podzemní hrobky s modely a rekonstrukcemi archeologických vykopávek. Lze zde spatřit různé druhy hrobů, například různé podoby žárových hrobů z odlišných období, mladší doby bronzové a doby římské, či kostrový hrob keltského bojovníka s mečem, kopím, železnými sponami a švartnovým náramkem z mladší doby železné. V přízemí je dále umístěna recepce s prodejnou suvenýrů, kde si mohou návštěvníci zakoupit různé knihy, pohledy či různé předměty jako jsou například pazourky, občerstvení a promítací sál, kde nám prostorové projekce zprostředkují skutečný vstup do dávných dob.
První patro – „Život“

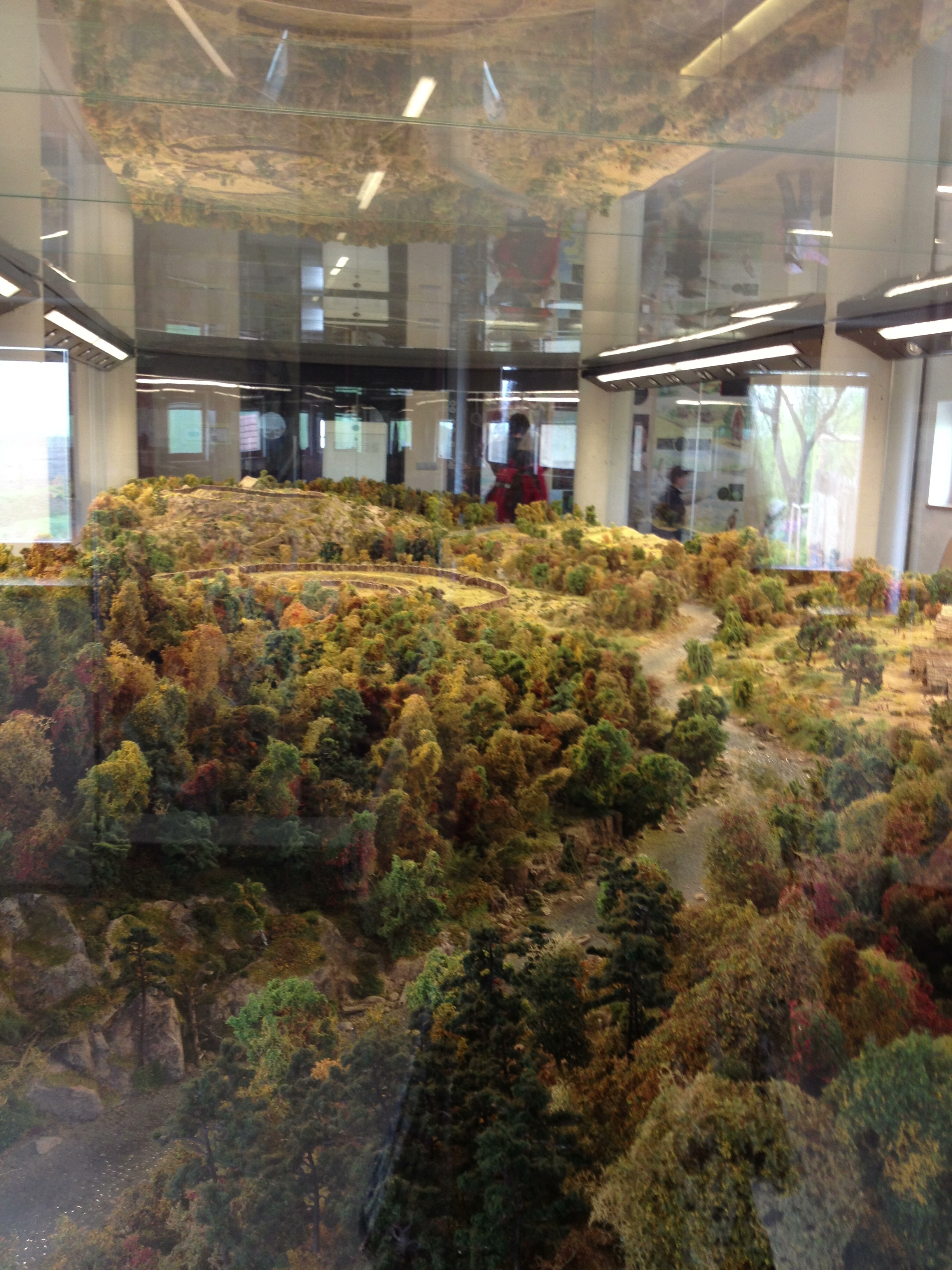
Model II

Z podzemí osvětleného jen bodovými světly návštěvníci vystoupají do proskleného patra života. Prvnímu patru, patru „života“, dominuje prostorový čtyřiadvacetimetrový model pravěké krajiny s detailní rekonstrukcí pravěkého života. Naleznete tu návrší i planiny, potoky i soutok dvou řek, které dávaly počátek života. Model navíc lemují nainstalované vitríny s rozměrnými kresbami, které zachycují pravěký vývoj lidské kultury. Je tu i interaktivní box s animacemi a dalšími rozšiřujícími informacemi, s jehož pomocí můžete ulovit třeba i mamuta. V patře dále nalezneme dílnu pro archeodidaktické činnosti (hernu a dílnu pro děti) a výstavní sál.
Druhé patro – „Nebe“
Z ochozu nebeského patra se nám naskytne pohled na model pravěké krajiny z ptačí perspektivy. Patro dále lemují dějiny pravěku v Čechách a na Moravě. Počínaje starší dobou kamennou (stará, střední a mladý paleolit), pokračující střední dobou kamennou (mezolit), mladší dobou kamennou (neolit), pozdní dobou kamennou (eneolit), dobou bronzovou, starší dobou železnou (halštat), mladší dobou železnou (latén), dobou římskou, končící dobou stěhování národů. Jelikož u každé ze míněné doby jsou vystaveny exponáty je zajímavé pozorovat vývoj v čase. V posledním patře jsou umístěny kanceláře a laboratoř, které jsou veřejnosti nepřístupné.

### Model pravěké krajiny
Největší model pravěké krajiny o rozměrech 8 x 3 metry se skládá z 13 dílů a byl vytvořen Janem Jelínkem, synem zakladatele brněnského Pavilonu Anthropos, profesora Jelínka. Předlohou pro výrobu byl více než metrový pracovní sádrový model vytvořený Václavem Drnovským z katedry archeologie filozofické fakulty Univerzity Hradec Králové. Všechny pravěké stavby v modelu odpovídají skutečným nálezům z našeho území, tudíž museli být vytvořeny přesně podle archeologických kresebných a fotografických podkladů. Krajina je oživena 220 postavami pravěkých obyvatel a zvířat. Všechny objekty zobrazené v modelu pravěké krajiny nepatří do jednoho období. Pro zobrazení co nejvíce zajímavých situací ze života lidí ze závěru doby kamenné v modelu nalezneme kombinaci objektu z konce neolitu (vesnice, rondel, těžba kamene) a počátku eneolitu (hradiště, mohylník, nákolní osada).

### Obrazy o fungování pravěkého světa
V prvním patře nalezneme 15 tabulí a každá z těchto tabulí se zaměřuje na jedno téma ze života pravěku.
Témata těchto tabulí jsou:
- Přírodní prostředí
- Migrace a doprava
- Sídliště
- Lov a sběr
- Importy
- Obydlí
- Zemědělství
- Společnost
- Těžba surovin a směna
- Organické materiály
- Člověk a zvíře
- Rituální aktivity
- Opevnění a „Opevnění“
- Válka
- Bolest a smrt

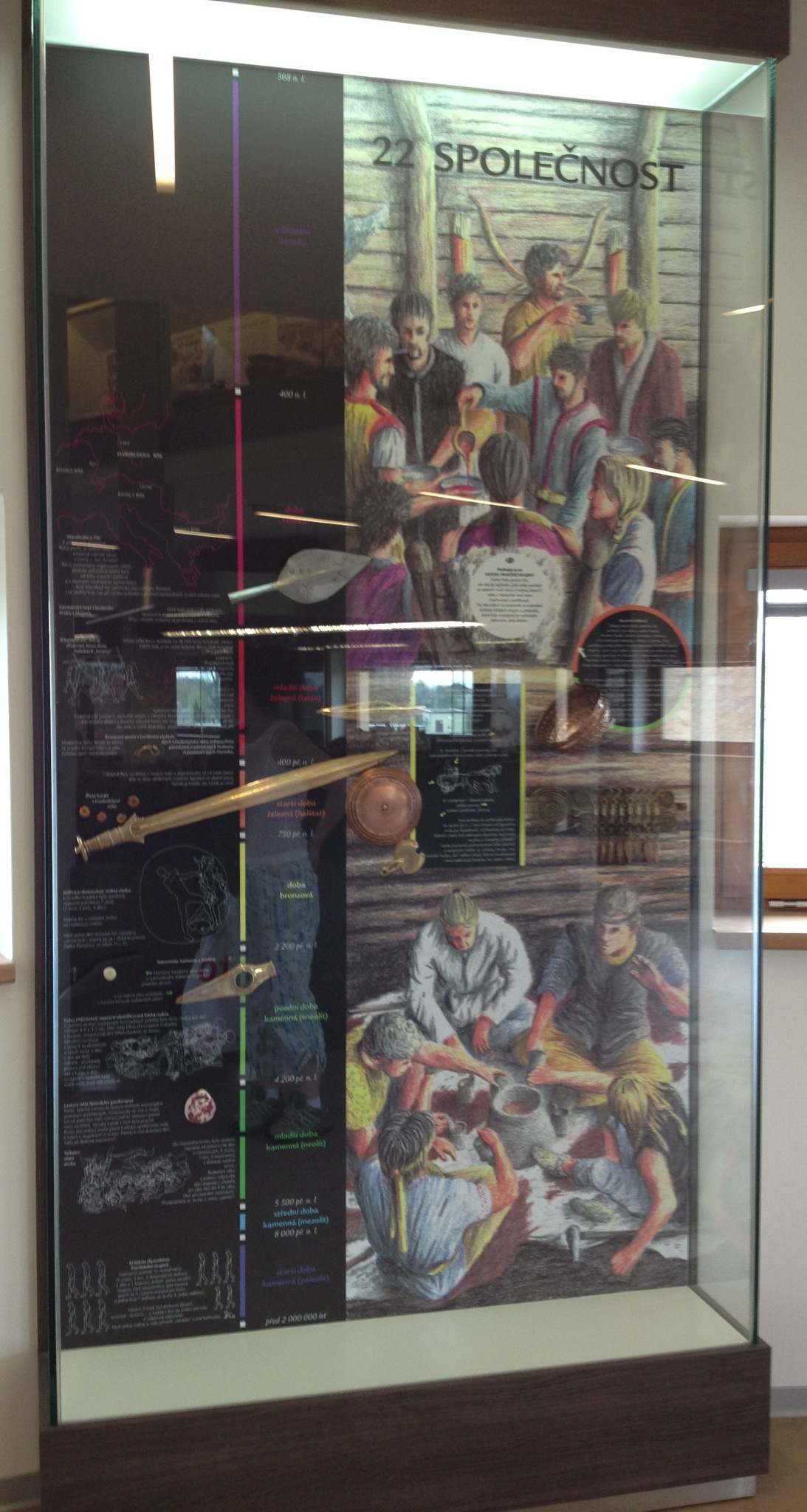
Obraz o fungování pravěkého světa

Tabule ukazují i vývoj v daném oboru lidské činnosti a další různé zajímavosti, které jsou zobrazeny na černém pruhu vedle hlavního obrazu. Nalezneme zde i časovou osu s různými barvami pro různá období, která zobrazuje do jaké doby která ilustrace patří. Před každým panelem jsou umístěny trojrozměrné předměty, které jsou sladěny s texty a obrázky tak, aby se vzájemně doplňovaly.
Obrazy vytvořil Tomáš Šlapák. Jeho předlohou a inspirací byli skuteční lidé: příbuzní, přátelé, kolegové, žáci. Při kresbě autor použil barevné pastelky. Po dokončení byly kresby zvětšeny z originální výšky 40 cm šestkrát na svou současnou podobu ve vitrínách o výšce 240 cm.

### Archeologická naučná stezka a archeocyklotrasa
Symbolicky propojuje Archeopark Všestary a sídlo Královéhradeckého kraje. Vede po místních archeologicky významných místech, na kterých jsou umístěny naučné tabule s informacemi o archeologických zajímavostech daného místa.
Archeologická naučná stezka měří 31,5 km a je vhodná pro silniční i horská kola, vede z Hradce Králové přes Plotiště nad Labem, Předměřice nad Labem, Lochenice, Skaličku, Smiřice, Holohlavy, Chloumek, mezi Habřinou a Rodovem, Neděliště, Výhled na Chlum, Rozběřice a končí ve Všestarech.
Cyklotrasa mapuje šest zastávek a má délku 12 km. První nalezneme přímo v Hradci Králové u Regiocentra Nový pivovar, sídla Krajského úřadu Královéhradeckého kraje. Na této zastávce se máte možnost dozvědět spoustu zajímavých informacích o eneolitu, mladší době bronzové a raném středověku. Druhá zastávka je ve Svobodných Dvorech za silnicí k centru Hradce, tématem této zastávky jsou hroby zvoncových pohárů, keltské pohřebiště, únětická kultura a sídliště z doby římské. Třetí zastávka je opět ve Svobodných Dvorech u zemědělského družstva, na místě nalezení ostatků mamuta. Na čtvrté zastávce jsou k vidění slovanské hroby v Chaloupkách. Pátá zastávka je v Rosnicích v budově autobusové zastávky, kde tématem jsou kostrové a keltské hroby. Poslední šestou zastávkou jsou právě Archeopark ve Všestarech.